# Cộng hòa Lan Phương
Cộng hòa Đại thống chế Lan Phương (phồn thể: 蘭芳大統制共和國; Hán Việt: Lan Phương Đại thống chế Cộng hòa quốc) là một chính thể nhà nước của người Hoa ở Tây Kalimantan ở Indonesia, do La Phương Bá, một người Khách Gia nhập cư, thành lập vào năm 1777, tồn tại 108 năm trước khi diệt vong bởi sự xâm lược của Hà Lan vào năm 1884. Đây có thể xem là chính thể cộng hòa hiện đại đầu tiên tại châu Á.

## Bối cảnh lịch sử
Kể từ sau những chuyến thám hiểm "dương uy" của Trịnh Hòa, nhiều người Hán bắt đầu di cư lập nghiệp ở vùng biển phía Nam ngoài cương thổ Trung Hoa, trong đó có một số lượng đáng kể định cư ở các đảo quốc vùng Đông Nam Á. Số lượng này càng tăng lên vào cuối thế kỷ 17 đầu thế kỷ 18, khi mà triều đình ngoại tộc Mãn Châu đã chiếm được Trung Hoa và diệt trừ các thế lực phục hưng của người Hán. Bên cạnh những người Hoa kiều di cư vì lý do kinh tế, một số lượng lớn Hoa kiều di cư vì lý do tị nạn chính trị, tránh họa binh lửa và không muốn sống dưới ách thống trị của người Mãn Châu.
Đây cũng là thời kỳ các thực dân châu Âu mở các thị trường mới tại các đảo quốc Đông Nam Á, chủ yếu là sự tranh giành thị trường giữa 2 cường quốc biển là Bồ Đào Nha và Hà Lan. Với sức mạnh vượt trội của vũ khí, các công ty Đông Ấn của Bồ Đào Nha, Anh giành được quyền thiết lập các thương điếm, hình thành các khu nhượng địa mà ở đó họ hành xử như một vương quốc địa phương, liên minh hoặc cắt đứt quan hệ với các vương quốc lân cận, buôn bán rộng rãi cả với Trung Hoa, Ấn Độ và Châu Âu.
Trước sức mạnh xâm nhập thị trường của các thực dân châu Âu, cộng đồng người Hoa cũng dần hình thành những mô hình công ty mậu dịch tương tự các công ty Đông Ấn, được biết đến qua các ghi chép của người Bồ Đào Nha, với tên gọi là các kongsi (Hán Việt: Công ty). Dù không có được sức mạnh vũ khí, nhưng với trình độ tổ chức, họ dễ dàng được các tiểu vương các đảo quốc cho phép hưởng đặc quyền tự trị như các công ty Đông Ấn châu Âu trong một số lĩnh vực, đặc biệt trong lĩnh vực khai khoáng.
Đứng đầu các kongsi là các thủ lĩnh mà người Bồ Đào Nha gọi là Kapitein hoặc Majoor, Major, nhưng được biết đến nhiều nhất với tên gọi Kapitan. Các kapitan hầu hết là những người có uy tín trong cộng đồng người Hoa tại địa phương, được bầu lên để lãnh đạo cộng đồng dưới hình thức kongsi. Họ thường xuyên thiết lập mối quan hệ tốt với các thủ lĩnh địa phương cũng như liên minh với các kongsi khác để chống lại sự xâm nhập của thực dân châu Âu. Sự khôn khéo cùng với hành xử tôn trọng văn hóa địa phương, họ dần chiếm được cảm tình của các thủ lĩnh địa phương, trong một số trường hợp còn được xem như là người bảo hộ các bộ tộc địa phương trước các thực dân châu Âu, hoặc là người hòa giải xung đột giữa các bộ tộc. Do đó, thế lực các kongsi ngày càng mở rộng, thậm chí trở thành những vương quốc độc lập trên thực tế, dưới quyền lãnh đạo của cộng đồng người Hoa, đứng đầu bởi các kapitan.

## Hình thành
Trong số các kongsi, người ta biết đến nhiều nhất là kongsi Lan Phương, nhờ những ghi chép của Yap Siong-yoen, con rể của vị kapitan cuối cùng của kongsi Lan Phương, được dịch sang tiếng Hà Lan vào năm 1885. Được thành lập vào năm 1772 tại Pontianak, mà người Hoa gọi là Khôn Điện (坤甸), Công ty Lan Phương lấy tên ghép từ tên 2 người sáng lập là Trần Lan Bá và La Phương Bá.

## Lập quốc
Năm 1777, La Phương Bá đổi xưng hiệu thành Cộng hòa Đại thống chế Lan Phương, tôn Trần Lan Bá làm Đệ nhất Tổng chế, còn gọi là Danh dự Tổng trưởng, còn mình là Đệ nhị Tổng chế, xưng hiệu là Đại đường Tổng trưởng hoặc Đại đường Khách trưởng, kiến đô tại Đông Wanjin (Vạn Luật). Đương thời bấy giờ, người ta thường gọi là Cộng hòa Phương Bá. và gọi La Phương Bá là Khôn Điện vương.
Cộng hòa Lan Phương hoạt động trên nguyên tắc "Quốc chi đại sự giai chúng nghị nhi hành", nghĩa là khi có việc quan trọng của quốc gia thì mọi quyết định đều phải thông qua hội nghị đại chúng của các công dân.　

## Các đời nguyên thủ
Các đời nguyên thủ Cộng hòa Lan Phương kế nhiệm nhau theo nguyên tắc tuyển cử dân chủ kết hợp truyền thừa thiện nhượng. Theo đó, khi vị nguyên thủ đương nhiệm trước khi từ chức hoặc qua đời, sẽ tiến cử một thuộc hạ kế vị mình để đa số công dân phê chuẩn. Trừ Trần Lan Bá do tuổi cao nên chỉ giữ danh vị, tổng cộng có 12 người từng giữ vị trí nguyên thủ của Cộng hòa Lan Phương, trong đó có hai người giữ cương vị này 2 lần.

vị trí Cộng hoà Lan Phương trên bản đồ

1. Trần Lan Bá (danh dự)
2. La Phương Bá, 1777-1795
3. Giang Mậu Bá, 1795-1799
4. Khuyết Tứ Bá, 1799-1804
5. Giang Mậu Bá, 1804-1811 (lần 2)
6. Tống Sáp Bá, 1811-1823
7. Lưu Đài Nhị, 1823-1838
8. Cổ Lục Bá, 1838-1842
9. Tạ Quế Phương, 1842-1843
10. Diệp Đằng Huy, 1843-1845
11. Lưu Càn Hưng, 1845-1848
12. Lưu Á Sinh, 1848-1875
13. Lưu Lượng Quan, 1876-1880
14. Lưu Á Sinh, 1880-1884 (lần 2)

## Quan hệ ngoại giao
Mặc dù La Phương Bá đã thủ tiêu thể chế quân chủ cha truyền con nối, ông vẫn tiếp tục duy trì nhiều truyền thống có nguồn  gốc từ Trung Quốc như việc ông đã quy định năm thành lập nước Cộng hòa là năm thứ nhất. Ông còn gửi một bản tấu trình tới hoàng đế Nhà Thanh thông báo việc kiến quốc và triều cống cho Đế quốc Thanh.
Đến cuối thế kỷ 19, khi nhà Thanh về cơ bản đã suy yếu, sự phát triển mạnh mẽ của Công ty Lan Phương cũng bị ảnh hưởng bởi sự mở rộng của người Hà Lan. Cộng đồng người Hoa đã tiến hành một cuộc kháng cự ngoan cường, nhưng cuối cùng thất bại do vũ khí kém. Nhiều công dân của Cộng hòa Lan Phương và con cháu họ đã đến Sumatra hoặc Singapore sau ba chiến dịch do Quân đội Đông Ấn Hà Lan tiến hành chống lại Công ty Lan Phương.

## Suy vong
Sang thế kỷ 19, với việc nhà Thanh suy yếu, người Hà Lan đã tiến hành ba cuộc chiến tranh nhắm vào các Kongsi ở phía tây Borneo trong các năm 1822–1824, 1850–1854, và 1884–1885:
- Chuyến thám hiểm Bờ Tây đảo Borneo (1822–24)
- Cuộc thám hiểm chống người Trung Quốc tại Montrado (1850–54)
- Cuộc nổi dậy Mandor (1884–85)

Hầu hết các Kongsi đã bị người Hà Lan hủy bỏ sau Chiến tranh Kongsi thứ hai. Cộng hòa Lan Phương là nhà nước Kongsi cuối cùng trong còn tồn tại vì họ đã đàm phán một thỏa thuận với người Hà Lan cho phép họ duy trì tư cách một quốc gia tự trị với Đông Ấn Hà Lan. Cộng hòa Lan Phương vẫn có thể lựa chọn những người cai trị cho riêng mình, nhưng phải được người Hà Lan phê duyệt. Đến giữa thế kỷ XIX, người Hà Lan bắt đầu hạn chế quyền lực của Cộng hòa Lan Phương và cho đến năm 1884 thì bị Hà Lan chiếm lĩnh hoàn  toàn.